# Ulrike Luise zu Solms-Braunfels

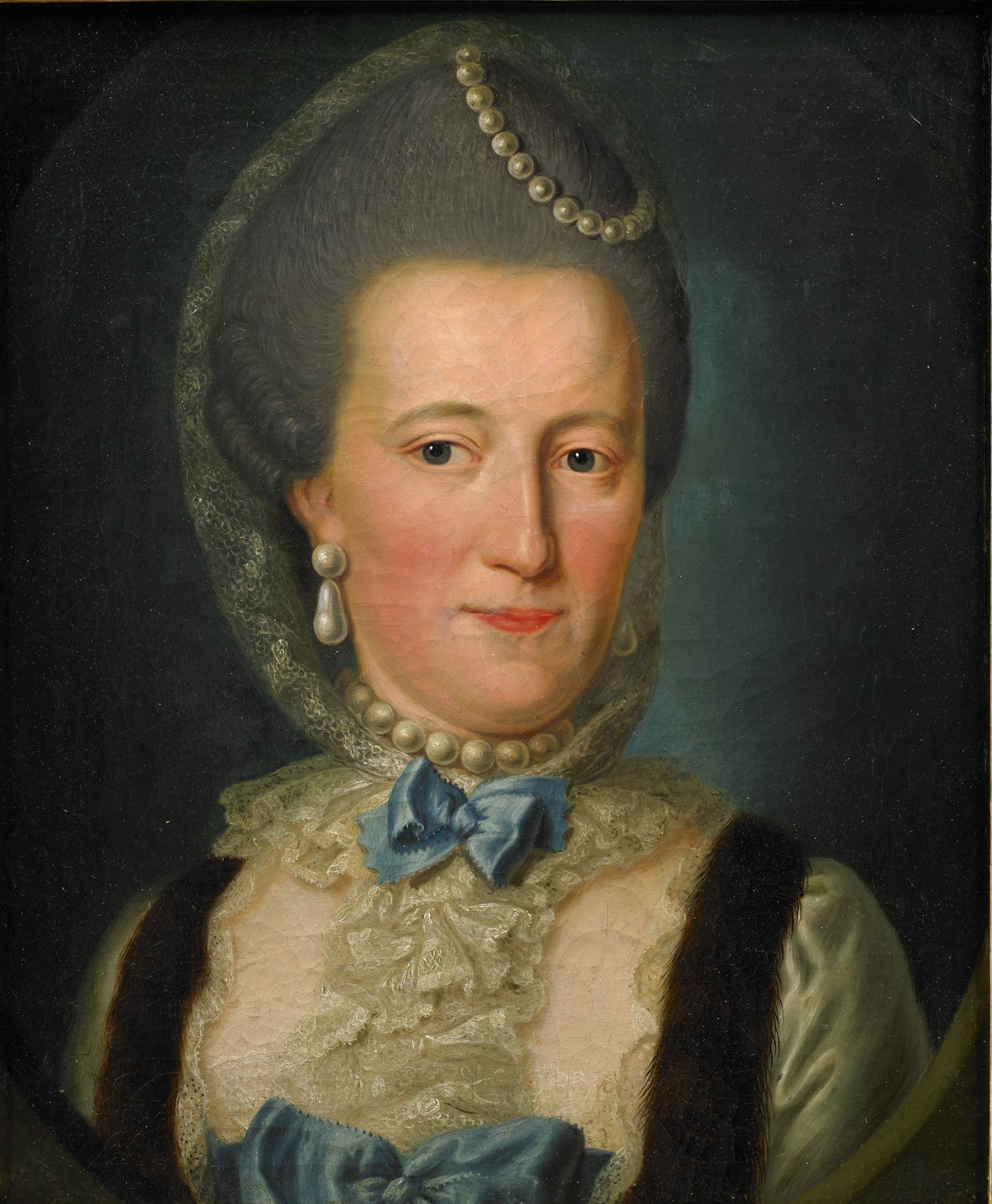
Ulrike Luise zu Solms-Braunfels (etwa 1760)

Ulrike Luise zu Solms-Braunfels (* 1. Mai 1731 in Hungen; † 12. September 1792 in Homburg vor der Höhe) war eine geborene Gräfin bzw. ab 1742 Prinzessin zu Solms-Braunfels und von 1751 bis 1766 Regentin der Landgrafschaft Hessen-Homburg.

## Leben
Ulrike Luise war eine Tochter des Fürsten Friedrich Wilhelm zu Solms-Braunfels (1696–1761) aus dessen zweiter Ehe mit Sophie Magdalena (1701–1744), Tochter des Grafen Otto zu Solms-Laubach.
Sie heiratete am 10. Oktober 1746 in Hungen ihren Cousin, den Landgrafen Friedrich IV. von Hessen-Homburg (1724–1751). Schon kurz nach der Hochzeit waren Darmstädter Truppen in das Land eingerückt und besetzten Land, Stadt und Schloss Homburg, doch konnte die Auseinandersetzung zwischen Hessen-Darmstadt und Hessen-Homburg geschlichtet werden.
Nach dem Tod ihres Mannes übernahm sie mit kaiserlicher Bestätigung bis 1766, gemeinsam mit Ludwig VIII. von Hessen-Darmstadt, die Regentschaft für ihren erst dreijährigen Sohn, dem sie eine vorzügliche Ausbildung zukommen ließ. Sie bewahrte die Souveränität Hessen-Homburgs, die mit der Hochzeit ihres Sohnes mit einer Tochter Ludwigs IX. von Hessen-Darmstadt schließlich besiegelt wurde.

## Nachkommen
Aus ihrer Ehe hatte Luise Ulrike folgende Kinder:
- Friedrich V. Ludwig (1748–1820), Landgraf von Hessen-Homburg

⚭ 1768 Prinzessin Karoline von Hessen-Darmstadt (1746–1821)
- Marie Christine (1748–1750)